# آی کاتو
آی کاتو (انگلیسی: Ai Kato؛ زادهٔ ۱۲ دسامبر ۱۹۸۲) یک هنرپیشه، و مدل اهل ژاپن است.